# Andreas Jancke
Andreas Jancke (* 28. April 1978 in Hilden) ist ein deutscher Schauspieler und Moderator.
Während seines Diplom-Studiums der Kulturwissenschaften, kommt er zum ersten Mal mit der Schauspielerei in Berührung und wirkte in diversen Kurzfilmen mit (Der Flaneur, Crush, Mo und die Sache, Fatale Geschwindigkeit, Buffalo 69). Nach Abschluss des Studiums und mehreren Auslandsaufenthalten, unter anderem in Frankreich, spielt er 2003 die Episodenrolle Johannes von Amburg bei Verbotene Liebe. Von Februar 2005 bis Februar 2010 war er in derselben Serie als Gregor von der Waldenau, geb. Mann in einer Hauptrolle zu sehen. Von Oktober 2010 bis Spiel 2011 spielte er die Rolle des Michael Heisig in der Sat.1-Soap Hand aufs Herz.
Andreas Jancke wurde mit dem Geissendörfer Nachwuchs-Preis ausgezeichnet, den er für seine Rolle in Der Flaneur erhielt. Zu seinen Hobbys zählen Sprachen, Reisen, Musik, Automobile, seine Lieblingssportarten sind Laufen und Basketball – in seiner Jugend war er zweimal in Folge Basketballmeister der lokalen Kreisliga, wenn auch nur als Ersatzspieler, mit seinem Verein SV Hilden-Ost.
Ferner spielte er in dem von Georg Uecker produzierten Stück Fang den Mörder mit. 2013 moderierte Jancke die RTL-Show Wild Girls – Auf High Heels durch Afrika. Seit dem 12. Januar 2014 präsentiert er neben Alexander Bloch als Moderator das VOX-Automagazin Auto Mobil.

## Filmografie
- 2002: Der Flaneur (Kurzfilm)
- 2003, 2004–2010: Verbotene Liebe
- 2010–2011: Hand aufs Herz
- 2011: Der Checker
- 2012: Unterwegs mit ... (n-tv)
- 2013: Wild Girls – Auf High Heels durch Afrika (Moderation)
- seit 2014: auto mobil (Moderation)
- 2015: Knallerfrauen